# پاسکال کامادینی
پاسکال کامادینی (انگلیسی: Pascal Camadini؛ زادهٔ ۲ آوریل ۱۹۷۲) بازیکن فوتبال اهل فرانسه است.
از باشگاه‌هایی که در آن بازی کرده‌است می‌توان به باشگاه فوتبال استراسبورگ، باشگاه فوتبال باستیا، باشگاه فوتبال سیون، و باشگاه فوتبال لوریان اشاره کرد.